# Mjesečev medvjed
Mjesečev medvjed (lat. Ursus thibetanus) je vrsta zvijeri iz porodice medvjeda koji živi u Aziji. Bliski je srodnik mrkog medvjeda.

## Izgled
Mjesečev medvjed građom je sličan mrkom medvjedu, ali je laganije građen i ima tanje udove od njega. Tijelo je dugo 120 – 180 centimetara, dok je rep dug 6 – 10 centimetara. Mužjak je težak 91 – 150 kilograma. Ženka je teška 65 – 90 kilograma, s tim da postoje izuzetci od 140 kilograma. Boja krzna mu je najčešće crna; smeđi primjerci su iznimno rijetki. Na prsima ima veliku bijelu mrlju u obliku polumjeseca, koja mu daje i samo ime. Glava mu je velika i okrugla, dok su oči malene. Uši su velike i relativno udaljene.

## Ponašanje
Dnevna je životinja, osim kada se nalazi u blizini čovjeka. Dobar je penjač na drvećima i stijenama. Neki stariji medvjedi mogu postati preteški da bi se penjali. Oko pola svog života provede na drvetu i među najvećim je arborealnim životinjama. Za hibernaciju se priprema tijekom listopada skupljajući masne naslage, te hibernira od studenog do ožujka.
Većinom jede danju. Svejed je, ali najčešće jede različite vrste plodova. Osim plodova, hrani se kukcima i njihovim ličinkama, kao što su termiti, pčele i kornjaši, te drugim beskralježnjacima. Voli jesti i veće kralježnjake.

## Razmnožavanje
Sezona parenja najčešće traje između lipnja i kolovoza. Gestacija traje 200 do 240 dana. Rezultat gestacije su najčešće dva mladunca teška 300 – 450 grama. S četiri dana starosti počinju hodati. Prvih tjedan dana su slijepi. Majka ih doji tri mjeseca, ali oni uz nju ostaju još dvije ili tri godine. Životni vijek mjesečeva medvjeda je između 25 i 30 godina, ovisno o životnim uvjetima.

## Podvrste
- Ursus thibetanus formosanus
- Ursus thibetanus gedrosianus
- Ursus thibetanus japonicus
- Ursus thibetanus laniger
- Ursus thibetanus mupinensis
- Ursus thibetanus thibetanus
- Ursus thibetanus ussuricus

## Vanjske poveznice
- www.asiatic-black-bears.com - Slike, podatci i poveznice  Arhivirana inačica izvorne stranice od 4. ožujka 2016. (Wayback Machine)
- Zaštita mjesečeva medvjeda  Arhivirana inačica izvorne stranice od 30. rujna 2011. (Wayback Machine)